# Cymru Fydd
Cymru Fydd (/ˈkəmri vi:ð/, « Jeunes Galles » en gallois) est un mouvement nationaliste gallois de la fin du XIXe siècle.

## Histoire
Inspiré par Jeune Irlande, Cymru Fydd est fondé à Londres en 1886 par un groupe de Gallois émigrés comprenant les historiens John Edward Lloyd et Owen Morgan Edwards (en) et les hommes politiques libéraux T. E. Ellis et Alfred Thomas (en). Il publie son propre journal, également intitulé Cymru Fydd, de 1888 à 1891. Des branches locales sont créées dans plusieurs villes d'Angleterre, puis du pays de Galles ; la première branche galloise est fondée à Barry en 1891.
À l'origine simple mouvement culturel, Cymru Fydd adopte progressivement un programme politique visant à obtenir une certaine forme d'autonomie pour le pays de Galles sous l'impulsion de T. E. Ellis et David Lloyd George. Le mouvement souffre néanmoins d'un manque d'organisation chronique. Malgré la création d'un nouveau journal, Young Wales, en 1895, le désir de Lloyd George de fusionner Cymru Fydd avec les fédérations libérales galloises est contrarié par les tensions entre les représentants du Sud et ceux du Nord du pays. Cet antagonisme régional atteint un sommet lors d'une convention à Newport en 1896, durant laquelle une proposition de fusion des fédérations est largement rejetée. Le mouvement végète par la suite jusqu'à la fin de la Seconde Guerre mondiale, mais il n'exerce plus aucune influence sur la vie politique galloise.